# Juan Forlín
Juan Daniel Forlín (Reconquista, Santa Fe, Argentina, 10 de enero de 1988) es un exfutbolista argentino que jugaba como defensa.

## Trayectoria

### Sus inicios
Juan Daniel Forlin se inició futbolísticamente en las inferiores de Boca Juniors, donde debutó el 15 de enero de 2007 en un amistoso frente a Independiente, a la edad de 19 años (partido que terminaría con derrota 1 por 0). Llamó la atención del Real Madrid B, el cual logró contratar sus servicios en julio de 2007. El préstamo duraría un año, pero tan solo jugaría 6 partidos debido a varios conflictos con su pasaporte comunitario.
Regresó a Boca Juniors a comienzos de 2008, año en el que debutaría profesionalmente en la primera división del fútbol argentino.

### Boca Juniors, primera etapa
Debutó en la Primera de Boca Juniors ante Newell's Old Boys el 19 de abril de 2008, cuando ingresó por Luis Ibáñez (partido en el que Boca Juniors terminaría ganando por 2-1). Ya en la temporada 2008-2009 comenzó a tener mayor continuidad. El 28 de septiembre de 2008 hizo su primer gol oficial ante la Liga de Quito, en un partido correspondiente a la Copa Sudamericana. Ese año su equipo se consagraría campeón en dos competencias, la Recopa Sudamericana y el Campeonato Apertura. En el Apertura, la lesión de Gabriel Paletta le dio la posibilidad de disputar como titular los últimos encuentros del torneo. Así, Forlin terminó el año disputando 8 partidos en donde marcó un gol ante el Club Atlético Vélez Sarsfield.
El sábado 20 de diciembre de 2008, ante San Lorenzo, Juan Forlín recibió un golpe de Andrés Silvera en la nuca, que lo dejó inconsciente en el campo de juego y convulsionando. Fue retirado del estadio y quedó fuera de peligro. Pasó una noche internado por prevención.
En el año 2009 se afianzaría definitivamente como titular, y terminaría la temporada con 34 partidos jugados (33 desde el arranque), en los cuales anotó 2 tantos. A mitad de año, fue traspasado al Espanyol.

### R. C. D. Espanyol
El 25 de agosto de 2009 firmaba un contrato con el R. C. D. Espanyol, cuyo entrenador era otro argentino, Mauricio Pochettino, por 5 temporadas y pagando 4 millones de euros a Boca Juniors por el 70% de los derechos federativos del jugador. La camiseta que porta el jugador actualmente es la número 18.
Hizo su debut por primera vez en el fútbol español el 11 de septiembre de 2009. Debutó frente al Real Madrid, equipo con el que perdió 3 a 0. Anotó su primer gol en el R. C. D. Espanyol el 19 de septiembre de 2009, a los 42 minutos del primer tiempo, de cabeza. Ese partido contra el R. C. Deportivo de La Coruña en el Estadio de Riazor terminó con victoria del R. C. D. Espanyol por 2-3. Los otros goles de los catalanes fueron marcados por José Callejón y por Joan Verdú, que anotaba ante su exequipo.

### Al-Rayyan
El 20 de julio de 2013 se anunció su fichaje por 2 millones y medio de euros por el Al-Rayyan de Catar.

### Segunda etapa en Boca Juniors (2014)
Luego de una breve estadía en el Al-Rayyan de Catar, llega a préstamo por un año al club donde se formó, Boca Juniors, siendo esta su segunda etapa en el conjunto xeneize. Durante 2014, a pesar de sufrir algunas lesiones, se destacó como el defensor más regular del equipo. En total, disputó 29 partidos, de los cuales fue titular en 28, y marcó 1 gol. 
Su préstamo con el club vencía en enero de 2015 y a pesar de la intención de Boca Juniors de renovar el préstamo para contar con los servicios del jugador en la Copa Libertadores 2015, no se llegó a un acuerdo con el club catarí Al-Rayyan, con el cual Forlin tiene un vínculo hasta junio de 2016.
Forlín dejó el club xeneize habiendo disputado 66 partidos (63 de titular) y convirtiendo 4 goles.

### Querétaro, Real Oviedo y Júbilo Iwata
Se informó que llegaría al Club Querétaro como refuerzo para el Apertura 2015.
El 29 de agosto de 2017 se anunció su fichaje por el Real Oviedo por dos temporadas.
Sin equipo desde julio de 2019 tras expirar su contrato con el Real Oviedo, decidió unirse a Júbilo Iwata para la temporada 2020.

### Vuelta a España y retirada
En marzo de 2021 regresó al fútbol español para jugar en la U. E. Llagostera. En este equipo, que tuvo varias denominaciones durante el tiempo en el que pasó allí, estuvo hasta su retirada en noviembre de 2022.

## Selección de Argentina
En marzo de 2007 fue uno de los juveniles convocados por Alfio Basile como sparrings para las prácticas de la Selección mayor en Ezeiza, en la prácticas para la Copa América 2007. Integró la preselección argentina para la Copa Mundial Sub-20 disputada en 2007 en Canadá, pero quedó fuera de la lista final.
El 28 de marzo de 2009, Juan recibió su primera convocatoria a la selección de Diego Armando Maradona, esperando enfrentar a Venezuela en el estadio de River Plate, y a Bolivia en el Hernando Siles. Argentina venció 4-0 a Venezuela con un extraordinario partido de Lionel Messi, pero frustró su actuación frente al conjunto boliviano en la altura de La Paz al caer por 6-1.
El mismo Diego Maradona lo convocó para la selección "local" argentina, en la cual no pudo estar presente en su primera aparición, ya que el defensor tuvo que jugar con su anterior club, Boca Juniors, los octavos de final de la Copa Libertadores de América frente a Defensor Sporting de Uruguay el jueves 14 de mayo.

## Estadísticas
Actualizado hasta el fin de la carrera deportiva
| Real Madrid Castilla · España | 2007-08             | 2.ª                 | 6   | 0 | ―  | ― | ―  | ― | 6   | 0  |
| Real Madrid Castilla · España | Total               | Total               | 6   | 0 | 0  | 0 | 0  | 0 | 6   | 0  |
| Boca Juniors Argentina | 2008                | 1.ª                 | 3   | 0 | ―  | ― | 0  | 0 | 3   | 0  |
| Boca Juniors Argentina | 2008/2009           | 1.ª                 | 24  | 2 | ―  | ― | 10 | 1 | 34  | 3  |
| Boca Juniors Argentina | 2013-14             | 1.ª                 | 18  | 1 | 0  | 0 | ―  | ― | 18  | 1  |
| Boca Juniors Argentina | 2014                | 1.ª                 | 5   | 0 | 1  | 0 | 5  | 0 | 11  | 0  |
| Boca Juniors Argentina | Total               | Total               | 50  | 3 | 1  | 0 | 15 | 1 | 66  | 4  |
| R. C. D. Espanyol · España | 2009-10             | 1.ª                 | 24  | 2 | 0  | 0 | ―  | ― | 24  | 2  |
| R. C. D. Espanyol · España | 2010-11             | 1.ª                 | 21  | 0 | 4  | 0 | ―  | ― | 25  | 0  |
| R. C. D. Espanyol · España | 2011-12             | 1.ª                 | 28  | 0 | 5  | 0 | ―  | ― | 33  | 0  |
| R. C. D. Espanyol · España | 2012-13             | 1.ª                 | 33  | 0 | 2  | 0 | ―  | ― | 35  | 0  |
| R. C. D. Espanyol · España | Total               | Total               | 106 | 2 | 11 | 0 | 0  | 0 | 117 | 2  |
| Al-Rayyan Catar | 2013-2014           | 1.ª                 | 8   | 0 | 2  | 1 | ―  | ― | 10  | 1  |
| Al-Rayyan Catar | Total               | Total               | 8   | 0 | 2  | 1 | 0  | 0 | 10  | 1  |
| Querétaro · México | 2015-16             | 1.ª                 | 18  | 1 | 0  | 0 | 6  | 0 | 24  | 1  |
| Querétaro · México | 2016-17             | 1.ª                 | 19  | 1 | 6  | 0 | ―  | ― | 25  | 1  |
| Querétaro · México | Total               | Total               | 37  | 2 | 6  | 0 | 6  | 0 | 49  | 2  |
| Real Oviedo · España | 2017-18             | 2.ª                 | 33  | 2 | 1  | 0 | ―  | ― | 34  | 2  |
| Real Oviedo · España | 2018-19             | 2.ª                 | 13  | 0 | 1  | 0 | ―  | ― | 14  | 0  |
| Real Oviedo · España | Total               | Total               | 46  | 2 | 2  | 0 | 0  | 0 | 48  | 2  |
| U. E. Costa Brava · España | 2020-21             | 3.ª                 | 3   | 0 | 0  | 0 | ―  | ― | 3   | 0  |
| U. E. Costa Brava · España | 2021-22             | 3.ª                 | 29  | 0 | 1  | 0 | ―  | ― | 30  | 0  |
| U. E. Costa Brava · España | Total               | Total               | 32  | 0 | 1  | 0 | 0  | 0 | 33  | 0  |
| C. F. Badalona Futur · España | 2022-23             | 4.ª                 | 7   | 0 | 0  | 0 | ―  | ― | 7   | 0  |
| C. F. Badalona Futur · España | Total               | Total               | 7   | 0 | 0  | 0 | 0  | 0 | 7   | 0  |
| Total en su carrera | Total en su carrera | Total en su carrera | 292 | 9 | 23 | 1 | 21 | 1 | 336 | 11 |
| (1)Incluye Copa del Rey, Copa Federación, Copa de la Liga, Copa Argentina y Copa México. (2)Incluye Copa Libertadores, Copa Sudamericana y Concacaf Liga Campeones. |                     |                     |     |   |    |   |    |   |     |    |

## Palmarés

### Campeonatos nacionales
| Título           | Equipo             | País      | Año    |
| ---------------- | ------------------ | --------- | ------ |
| Primera División | C. A. Boca Juniors | Argentina | A-2008 |
| Copa de la Liga  | Al-Rayyan          | Catar     | 2013   |
| Copa México      | Querétaro F. C.    | México    | 2016   |